# Tatra 600
Tatra 600 Tatraplan — легковой автомобиль производства чехословацкой компании Tatra, производился в 1948—1952 годах. Основоположник 600-й серии.

## Краткая история
В 1946 году автомобильный завод Tatra был национализирован и возобновил выпуски пассажирских автомобилей старых образцов, однако инженеры занимались и разработкой новых вариантов. В 1946—1947 годах инженеры Йозеф Халупа, Владимир Попеларж, Франтишек Кардаус и Ганс Ледвинка разработали новую модель Tatra 600 Tatraplan. Название автомобиля представляло собой слово-бумажник, созданное на основе наименования компании Tatra и слова «аэроплан» — éroplan, а также ознаменовало взлёт коммунистического движения в Чехословакии и переход на плановую экономику. В декабре 1946 года был собран первый экземпляр под названием «Амброж», в марте 1947 года второй — «Йозеф», и с 1948 года автомобиль поступил в массовое производство.
С 1951 года автомобили марки Tatra стали производиться на заводах Skoda Auto в Млада-Болеславе, а самой компании оставили право производства и сборки грузовиков и небольших легковых автомобилей. Решение производства на «Шкоде» оказалось ошибочным, и в 1952 году производство прекратилось окончательно.

## Описание
Автомобиль Tatra 600 Tatraplan представлял собой 6-местный 4-дверный седан с передними заднепетельными дверями и коэффициентом аэродинамического сопротивления 0,32. Двигатель — V-образный 4-цилиндровый воздушного охлаждения объёмом 1952 см³, располагался позади автомобиля. Максимальная скорость составляла 130 км/ч. Всего было собрано 6342 автомобиля (из них 2100 в Млада-Болеславе). В 2010 году автомобиль был признан лучшей классической машиной в Великобритании в категории автомобилей 1940-х годов.

## Похожие модели
- Tatra 107 — предшественник 600-й серии (1946—1947).
- Tatra 201 — коммерческая версия, четыре экземпляра собрано в 1947 году.
- Tatra 600 Diesel — автомобиль с 2-литровым дизельным двигателем, три экземпляра собраны в 1949 году.
- Tatra 601 Monte Carlo — двухдверный гоночный автомобиль, собран как минимум один экземпляр в 1949 году.
- Tatra 602 Tatraplan Sports — гоночный автомобиль, два экземпляра собраны в 1949 году.
- Tatra 604 — мини-версия Tatra 600, один экземпляр собран в 1954 году.

## Галерея

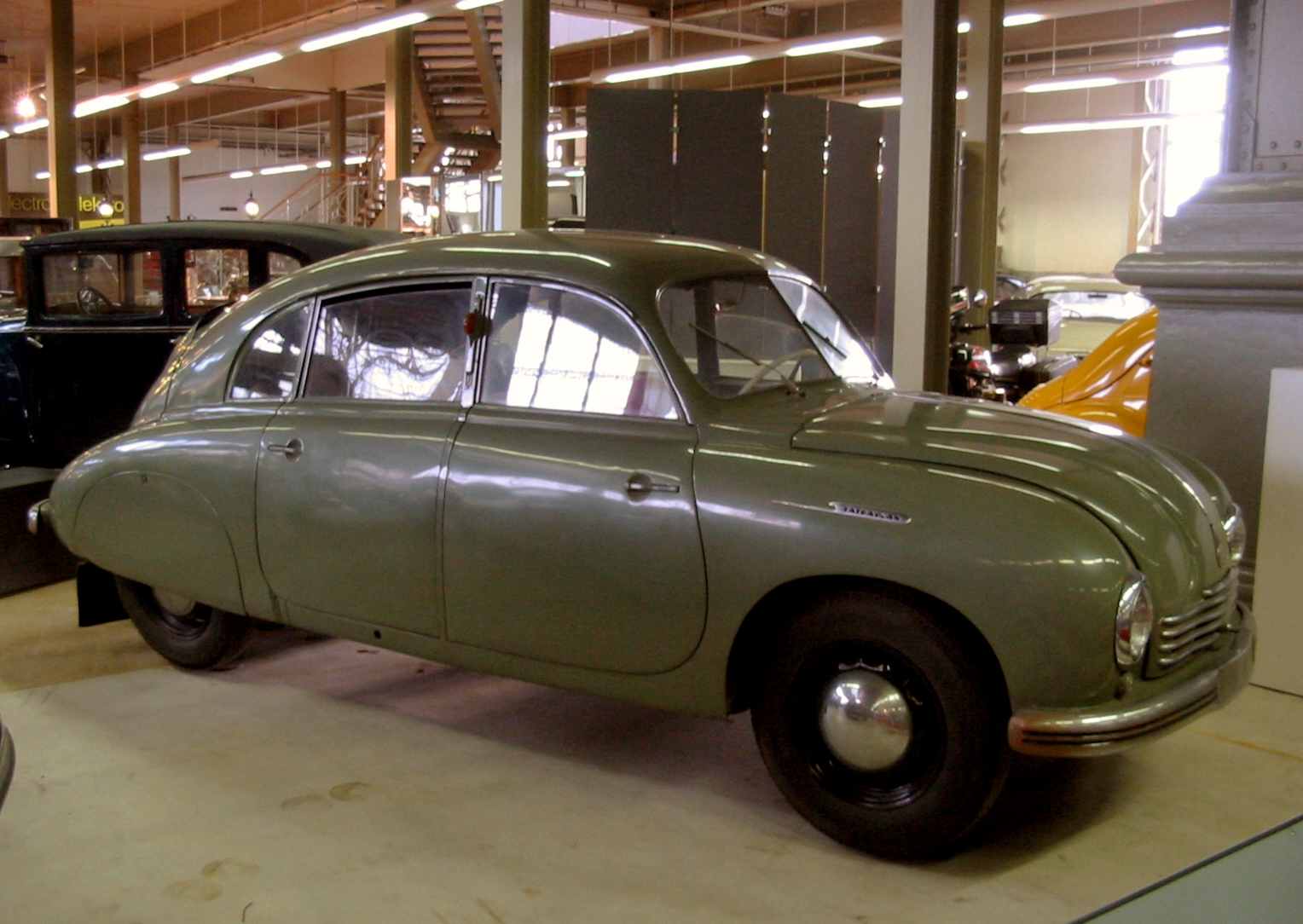
Tatra 600 Tatraplan 1951 года выпуска на выставке
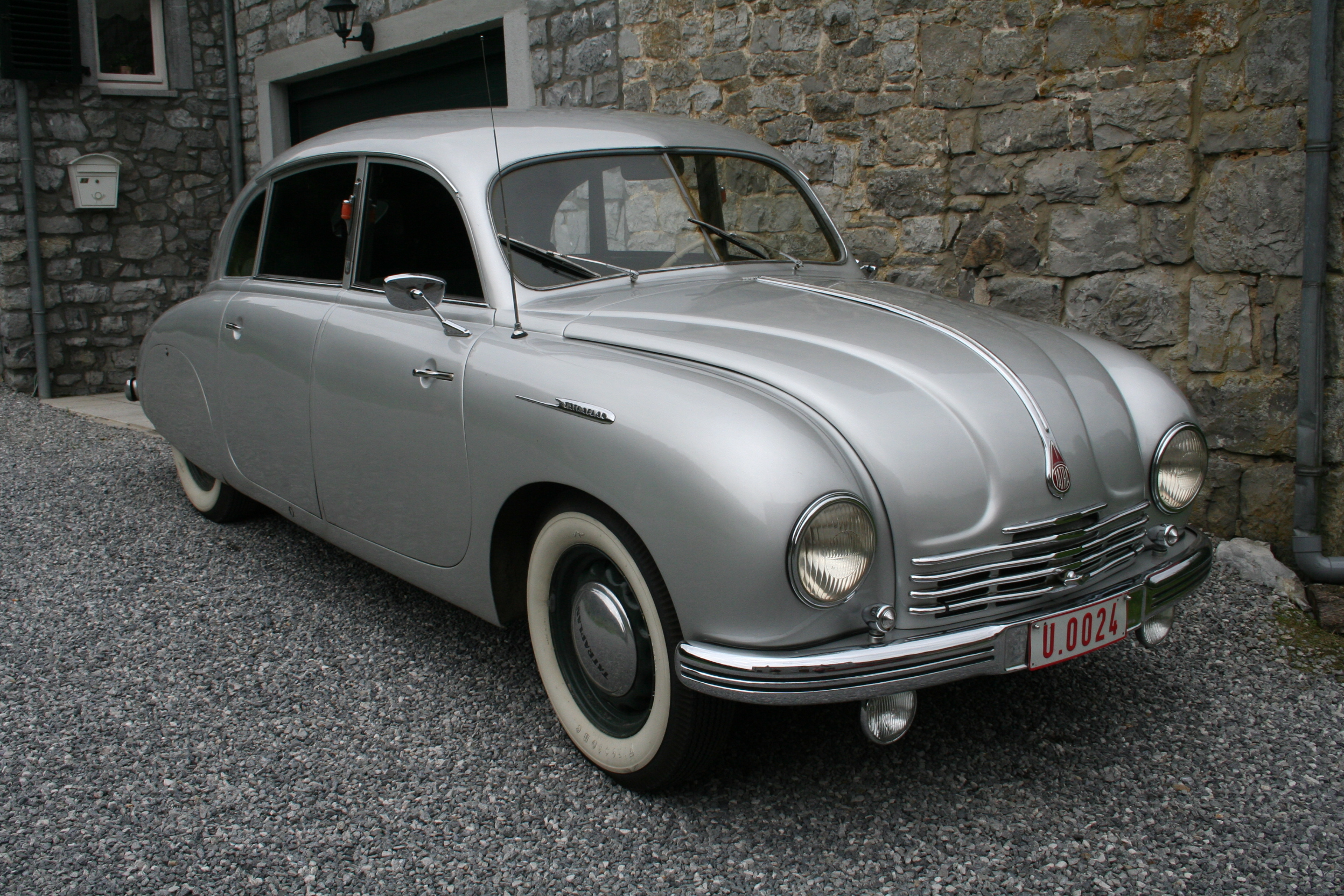
Tatra 600
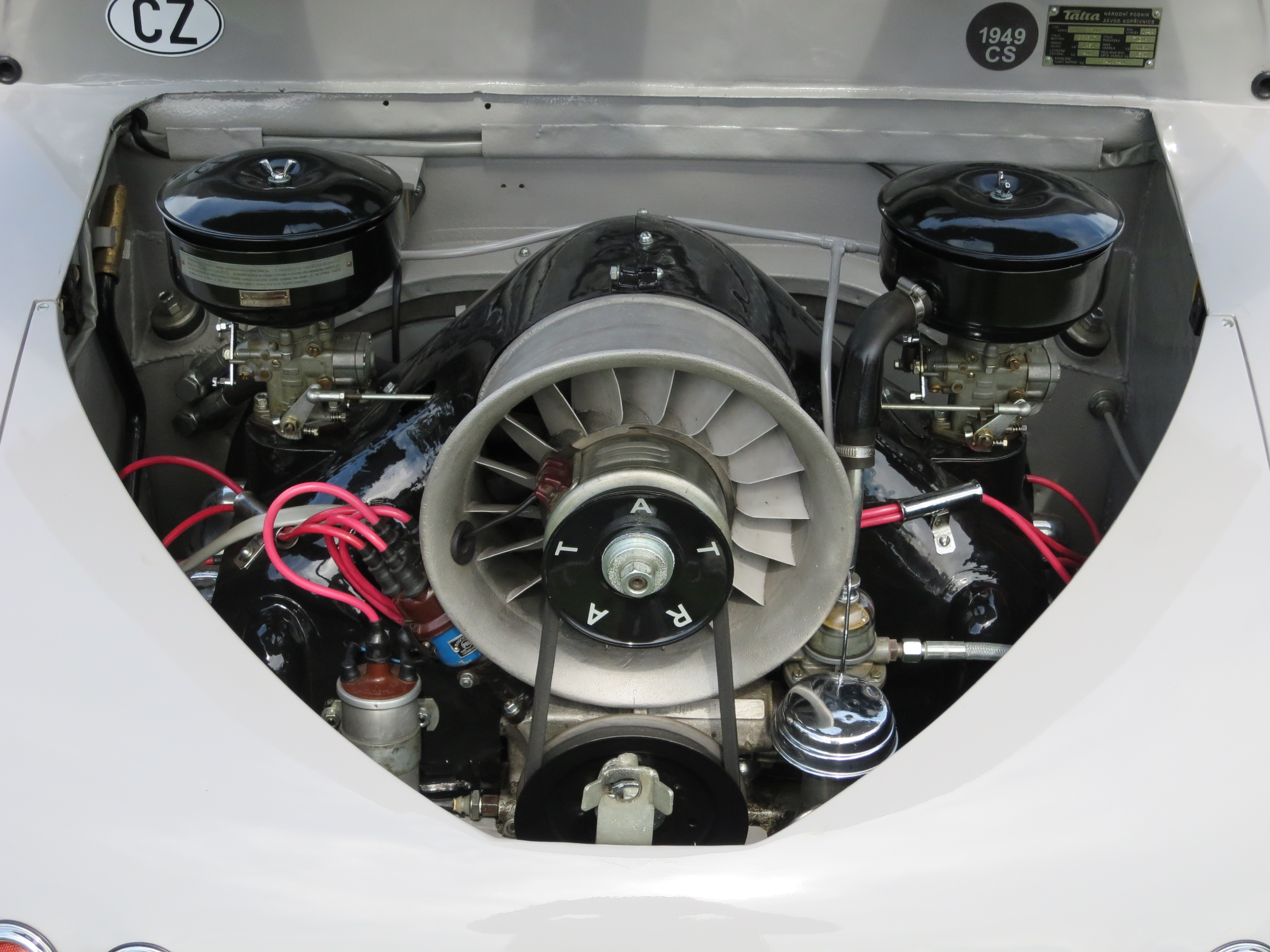
Двигатель Tatra 600
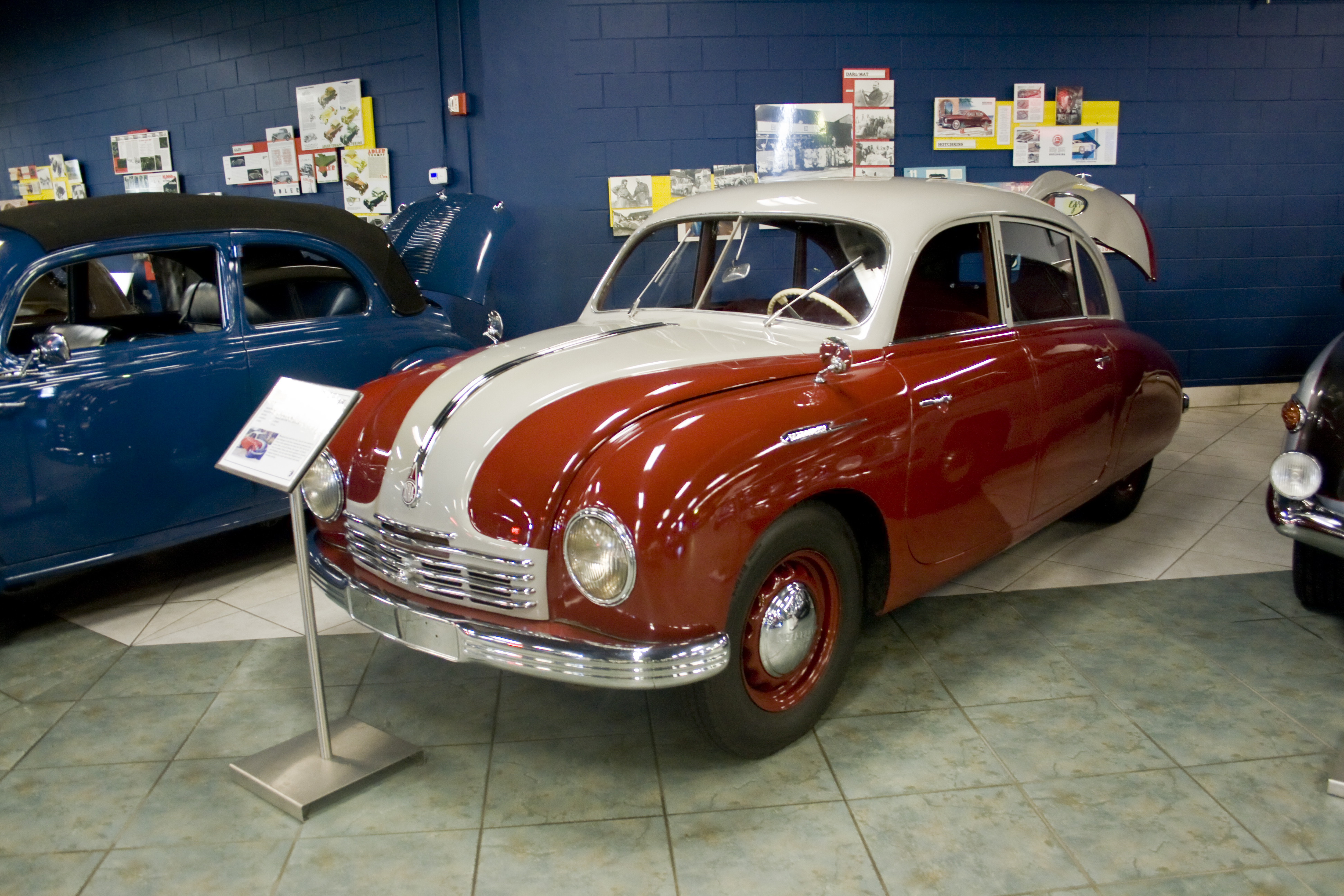
Tatra 600 в автомобильном музее города Тампа-Бей